# (8707) Arakihiroshi
Pour les articles homonymes, voir Araki.
(8707) Arakihiroshi est un astéroïde de la ceinture principale.

## Citation de nommage
« Hiroshi Araki (b. 1935) has been an amateur astronomer for more than half a century. During the close approach of Mars in 1956 he made many beautiful sketches of the planet. He is also an enthusiast in orbital calculation and optical designing. »
soit en français :

« Hiroshi Araki (né en 1935) est un astronome amateur depuis plus d'un demi-siècle. Lors du passage rapproché de Mars en 1956, il a fait beaucoup de beaux dessins de la planète. Il est aussi un enthousiaste en calcul d'orbites et en design optique. »

## Description
(8707) Arakihiroshi est un astéroïde de la ceinture principale. Il fut découvert le 12 février 1994 à Ōizumi par Takao Kobayashi. Il présente une orbite caractérisée par un demi-grand axe de 2,37 UA, une excentricité de 0,06 et une inclinaison de 0,6° par rapport à l'écliptique.

## Compléments